# Черепенин, Лев Владимирович
Лев Владимирович Черепенин (26 июня 1939, Шопша, Ярославская область — 10 сентября 2014, Кириши, Ленинградская область) — советский хозяйственный, государственный и политический деятель, Герой Социалистического Труда.

## Биография
Родился 26 июня 1939 году в селе Шопша. Член КПСС с 1960 года.
Выпускник Военно-морского авиационного училища № 93 первоначального обучения летчиков в посёлке Лебяжье Ленинградской области и Ейского военного авиационного училища лётчиков. С 1960 года — на хозяйственной, общественной и политической работе. В 1960—2002 гг. — оператор по переработке нефти и газа на Ново-Ярославском нефтеперерабатывающем заводе, оператор, старший оператор технологической установки первичной переработки нефти цеха № 1 производственного объединения «Киришинефтеоргсинтез» имени 50-летия ВЛКСМ Министерства нефтеперерабатывающей и нефтехимической промышленности СССР.
Указом Президиума Верховного Совета СССР от 12 сентября 1980 года присвоено звание Героя Социалистического Труда с вручением ордена Ленина и золотой медали «Серп и Молот».
Избирался депутатом Верховного Совета РСФСР 11-го созыва. Делегат XXVII съезда КПСС.
Умер в Киришах в 2014 году.